# Ivan Štefunko
Ivan Štefunko (* 4. března 1977 Poprad) je slovenský podnikatel a politik, od října 2023 poslanec Národní rady SR za Progresívne Slovensko, kterému v letech 2018 až 2019 předsedal.

## Život
Narodil se v březnu 1977 v Popradě. Část dětství prožil v Alžírsku, v letech 1992 až 1996 studoval na popradském Gymnáziu Dominika Tatarku. Poté studoval politologii na Univerzitě Mateja Bela v Banskej Bystrici. Promoval v roce 2001, kdy získal magisterský titul. Poté se stal členem mládežnické organizace Strany demokratickej ľavice (SDĽ) zvané Mladá demokratická ľavica a následně i jejím předsedou. Později působil jako zahraniční tajemník SDĽ. V letech 2004 až 2006 studoval evropská studia na Institutu d'études politiques v Paříži. 
V roce 2001 začal Štefunko působit jako ředitel a vydavatel levicového týdenníku Slovo, ve funkci setrval do roku 2005. V roce 2010 kritizoval vládu Roberta Fica a SMER-SD a v roce 2016 stál u založení Progresívneho Slovensko, což byla původem iniciativa, která se však postupně transformovala na politické hnutí. V lednu 2018 byl Štefunko zvolen prvním předsedou politického hnutí. V dubnu 2019 však oznámil, že na funkci znovu kandidovat nebude ze zdravotních důvodů; dle svých slov postoupil tou dobou celkem tři operace mozku. V květnu 2019 byl novým předsedou hnutí zvolen Michal Truban. K roku 2020 i 2025 však Štefunko působil jako místopředseda hnutí, zvolen jím byl mj. na sněmu v květnu 2024.
V parlamentních volbách v roce 2020 kandidoval na 6. místě kandidátní listiny Progresivního Slovenska (v koalici se SPOLU). Získal 8 481 preferenčních hlasů, ale nebyl zvolen, protože uskupení žádný mandát v Národní radě nezískalo. V parlamentních volbách na Slovensku v roce 2023 byl zvolen poslancem Národní rady ze 7. místa kandidátní listiny Progresivního Slovenska, když získal 15 073 preferenčních hlasů.
Ivan Štefunko se od roku 2003 živí zejména jako podnikatel, přičemž založil několik různých společností. Je ženatý, se svou ženou má dvě dcery a jednoho syna.